# Фемунн

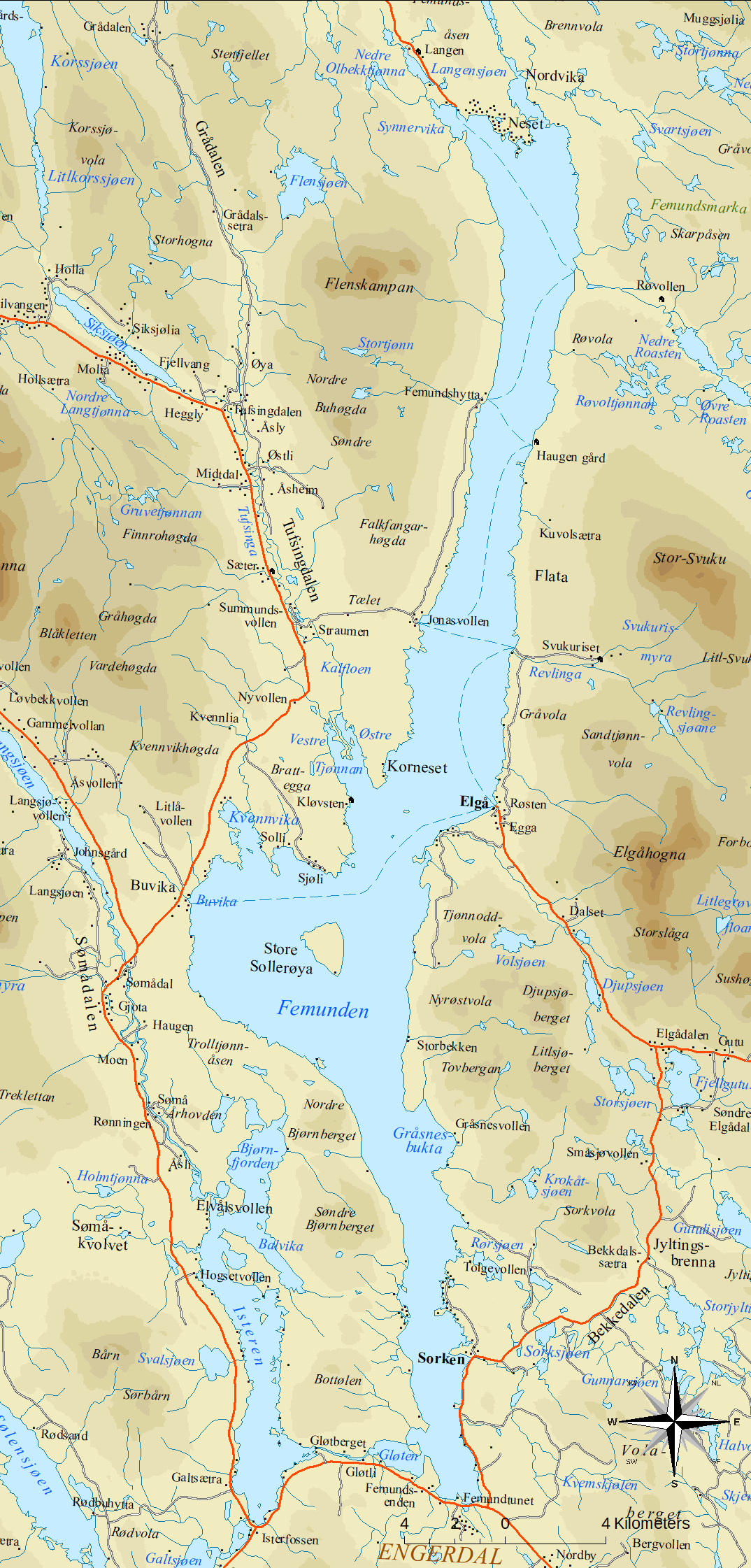
Карта Фемунда

Фемуннен, або Фемунн (Femunden) — третє за величиною озеро та друге за величиною природне озеро в Норвегії. Воно розташоване у фюльке Іннланнет і Треннелаг у Норвегії, лише за 13 км на захід від кордону зі Швецією. Озеро в основному розташоване в муніципалітеті Енгердал (в Іннланнеті), а також меншою частиною розташоване в муніципалітетах Ос (Іннланнет) і Рерус (Тренделаг). Національний парк Фемундсмарка межує з північно-східною частиною озера.
Площа Фемуннена — 203,52 км², озеро вміщує близько 6 км³ води й має максимальну глибину 130 м. Поверхня озера розташована близько 662 метрів над рівнем моря.

## Назва
Перший елемент (Fe- або Fem-) не має відомого значення, а останнім елементом є суфікс -mund або -und (обидва поширені в норвезьких географічних назвах).

## Історія
Після того, як Швеція завоювала парафії Ідре та Сярна в 1644 році, озеро Фемунден вважалося частиною кордону між Норвегією та Швецією. Але це ніколи не було офіційно визнано Норвегією (або насправді данським урядом, оскільки Норвегія управлялася з Копенгагена на початку Нового часу), і під час коригування кордону в 1751 році район Фемуннсмарка на схід від озера був переданий Норвегії від Швеції. Новий (сучасний) кордон 1751 року є досить особливим: на протяжності 61 кілометра, він утворює абсолютно пряму лінію між вершинами гір Våndsjögusten (1002 метри) і Естергоґна (Østerhogna, 1185 м). Прямі національні кордони є дуже незвичайними для Скандинавії, за винятком найпівнічніших частин.